# Neoribates setiger
Neoribates setiger är en kvalsterart som beskrevs av Balogh och Sandór Mahunka 1978. Neoribates setiger ingår i släktet Neoribates och familjen Parakalummidae. Inga underarter finns listade i Catalogue of Life.